# Anatolij Stenros-Makridi

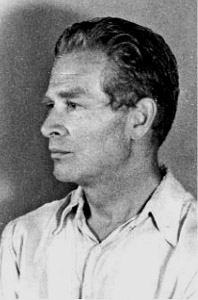
Anatolij Stenros-Makridi w pierwszej połowie lat 40. XX w.

Anatolij Grigorjewicz Stenros-Makridi (ros. Анатолий Григорьевич Стенрос-Макриди; ur. w 1902 r. w Moskwie, zm. w 1982 r.) - publicysta i wydawca kolaboracyjnej prasy podczas II wojny światowej
Jego rodzina była pochodzenia szwedzkiego. Podczas wojny domowej w Rosji A. G. Stenros-Makridi walczył jako kadet w wojskach Białych gen. Antona I. Denikina. Został ranny, a następnie zachorował na tyfus. Dostał się do niewoli bolszewickiej. Po wyjściu na wolność udało mu się ukryć udział w walkach po stronie Białych. Został ilustratorem książek. Podczas okupacji niemieckiej przebywał w Rydze, gdzie wydawał kolaboracyjne gazety "Za Swobodu" i "Za Rodinu", pisząc też do nich artykuły. Część z nich miała antysemicki charakter. Po zakończeniu wojny zamieszkał w zachodnich Niemczech, po czym wyemigrował do Australii.